# شمسک بزرگ
شَمسَک بُزُرگ گونه‌ای ماهی لُجه‌زی (پلاژیک) ساحلی است.
صید این ماهی با تور گردان پیاله‌ای، تور بالارونده و ترال صورت می‌گیرد.

## ویژگی‌ها
بیشینهٔ درازای بدن این ماهی ۲۸ سانتیمتر بوده و به‌طور میانگین تا ۲۰ سانتیمتر می‌رسد.
مشخصات شمسک بزرگ: بدن دوکی‌شکل و فشرده، سر بزرگ، فک پایین شدیداً بیرون آمده، دارای یک تیغه پولکی تیز در سطح شکم، کیسه شنا دارای یک زائده منفرد لوله مانند است که در ماهیچه‌های بالای بخش جلویی باله مخرجی قرار می‌گیرد. بخش پایینی اولین کمان آبششی دارای ۱۹ تا ۲۲ خار آبششی، باله مخرجی طویل، بخش شکمی دارای زره شکمی می‌باشد. رنگ بدن در پشت سبز آبی یا خاکستری و طرفین نقره‌ای است.